# Wciornastek mieczykowiec
Wciornastek mieczykowiec (Thrips simplex) – gatunek wciornastka z podrzędu pokładełkowych, rodziny wciornastkowatych i podrodziny Thripinae. Jego przedstawiciele żerują głównie na roślinach z rodziny kosaćcowatych.

## Taksonomia
Gatunek ten opisany został przez Guya D. Morisona w 1952 roku jako Physothrips simplex na bazie pięciu samic z Australii Południowej. W 1931 roku Moulton i Steinweden opisali, na podstawie osobników odłowionych w Ontario, gatunek Taeniothrips gladioli, który został zsynonimizowany przez Steela w 1935 roku i przeniesiony do rodzaju Thrips w 1969 roku przez Bhattiego.

## Opis
Osobniki dorosłe tuż po wylince są mlecznobiałe, a w pełni wybarwione przybierają kolor brązowy. Obie płcie są w pełni uskrzydlone. Samice mają około 1,65 mm długości i są nieco większe od samców. Czułki ośmioczłonowe, ciemnobrązowe z wyjątkiem trzeciego segmentu, który jest jasnobrązowy. Na głowie obecne szczeciny oczne tylko drugiej i trzeciej pary, przy czym trzeciej małe, wyrastające z przedniego brzegu trójkąta ocznego. Na ciemnych skrzydłach przednich obecna jest jasna, poprzeczna przepaska przy nasadzie. Część dystalna pierwszej żyłki skrzydeł przednich opatrzona jest siedmioma szczecinami. Druga żyłka z około 14 szczecinami. Tylna krawędź przedplecza wyposażona jest w jedną parę szczecin brzeżnych i dwie pary długich szczecin tylnokątowych. Zaplecze pośrodku siateczkowane. Krawędź ósmego tergitu odwłoka z całkowitym, nieco nieregularnym grzebieniem mikrotrichiów. Samiec osiąga długość ciała około 1,4 mm i jest podobny do samicy. Cechują go duże, poprzeczne, jasne pola gruczołowe obecne na sternitach od trzeciego do ósmego i brak grzebienia na ósmym tergicie.
Jaja są fasolkowate w obrysie, gładkie, białe. Występują dwa stadia larwalne, ubarwione jasnożółto. Na odwłoku larw występuje po dziewięć rzędów wzgórków na każdy segment, a segment dziewiąty ma na krawędzi tylnej pierścień 22 ostrych ząbków, widoczny od góry. Pierwsze stadium poczwarkowe ma krótkie poduszki skrzydłowe i czułki wyciągnięte ku przodowi. W stadium poczwarkowym drugim poduszki są znacznie dłuższe, a czułki położone na ciele, ku tyłowi.

## Biologia
Roślinami żywicielskimi tego wciornastka są kosaćcowate, głównie mieczyk ogrodowy, ale też kosaćce, tritonie, tygrysówki czy Neomarica sp.. Rozmnaża się też na trytomach. Podawany ponadto z goździka ogrodowego, frezji, anturium Andreego, zwartnic, Philodendron selloum, Clitoria sp., Rhododendron indicum, nagietków oraz Eleusine indica.

## Rozprzestrzenienie
Pochodzi z Afryki. Znany ze wszystkich krain zoogeograficznych. W Europie po raz pierwszy odnotowany we Francji w 1946 roku, a w Polsce w 1989 roku.